# Maghás

Situación en la región del Cáucaso en 1060.

Maghás o Maas, Mags, Maks, fue la capital de Alania, un reino medieval del Cáucaso. Es conocida por fuentes islámicas y chinas, pero su localización es desconocida. Algunos autores se muestran favorables a Osetia del Norte y otros apuntan a Arjiz en Karacháyevo-Cherkesia, donde se conservan tres iglesias del siglo X. El historiador John Latham Sprinkle de la Universidad de Gante  identificó Maghás con un yacimiento arqueológico conocido como Ilichevskoye Gorodische en el raión de Otrádnaya del krai de Krasnodar.
La destrucción de Maghás se adjudica a la invasión mongola de Batu Kan, nieto de Genghis Kan, a inicios de 1239. Algunos geógrafos rusos como D. V. Zayats, la sitúan en Ingusetia. La capital de la república de Ingusetia, fundada en 1995, fue bautizada Magas por Maghás.

## Nombre
El nombre aparece en fuentes árabes como Maghás o Ma'as, en persa como Magas o Makas, y en chino como Muzashan (木栅山). El nombre Magas es un homónimo de la palabra persa magas, que significa "mosca", y los escritores medievales al-Mas'udi y Juvayni hicieron juegos de palabras sobre el nombre de la ciudad. La transcripción china Muzashan utiliza los caracteres para madera (mu, 木) y montaña (shan, 山), que John Latham-Sprinkle interpreta como una posible referencia a la ubicación de la ciudad en un terreno accidentado.

## Documentación contemporánea
Las principales referencias históricas para la ciudad de Maghás son el Murūj al-Dhahab de al-Mas'udi, escrito en algún momento de la década de 940; el Tarīj-i Jahāngushāy de Juvayni, de la década de 1250; el Jāmi' al-Tawārīj de Rashid al-Din Tabib, escrito c. 1310; y el Yuan Shi, compilado en la China Ming alrededor de 1369. Al-Mas'udi, que había viajado por el Cáucaso en la década de 930, escribió que Maghás era la capital de los alanos, o al-Lān, aunque su rey anónimo viajaba periódicamente de una residencia a otra. El relato de Juvayni, escrito tres siglos después, es el más antiguo en mencionar la captura de Maghás por los mongoles, aunque no proporciona una fecha específica para este evento. Su relato es bastante impreciso en general, y aparentemente estaba mal informado sobre la ubicación de Maghás en particular, ya que dio a entender que estaba ubicada en Rus y no en el norte del Cáucaso. En su descripción de la captura de Maghás por los mongoles, escribió que estaba fuertemente fortificada y ubicada en una zona muy boscosa, por lo que los mongoles tuvieron que abrir caminos a través del bosque para su pesado equipo de asedio. Escribió que, después de que los mongoles capturaron Maghás, masacraron a la población, por lo que no quedó nada de la ciudad excepto sus moscas homónimas.
El Yuan Shi, que contiene biografías de comandantes que sirvieron a la dinastía Yuan, proporciona el relato más detallado del asedio de Maghás. En particular, su biografía de Shiri-Gambu, un comandante étnicamente tangut que luchaba por los mongoles, afirma que el asedio comenzó en el undécimo mes lunar de 1239 (es decir, del 27 de noviembre al 26 de diciembre) y terminó en el segundo mes lunar de 1240 (es decir, del 6 al 24 de febrero). El asalto final de la ciudad fue "llevado a cabo por una serie de pequeños escuadrones", que aparentemente estaban compuestos por tropas aliadas étnicamente diversas en lugar de mongoles en sí mismos. Además de los tangut de Shiri-Gambu, el Yuanshi también menciona que había tropas qipchaq presentes en el asedio, así como un grupo de alanos que eran aliados de los mongoles. La biografía de Shiri-Gambu también describe la ciudad de Maghás como "rodeada por una alta muralla y en una posición natural fuerte".
Vladímir Minorski argumentó que otra referencia confusa a la ciudad puede encontrarse en el Hudud al-Alam, un texto geográfico persa anónimo del siglo X. Si bien no menciona directamente a Maghás, contiene un pasaje que afirma que la gente de Sarir, el vecino oriental de Alania, dejaba comida a la vista para evitar ser devorados por moscas gigantes del tamaño de perdices. Minorski interpretó esto como una posible referencia, algo confusa, a que Sarir enviaba tributo a la ciudad de Maghás, basándose en que el nombre es un homófono de "mosca" en persa.
Otras fuentes históricas que mencionan a Maghás o bien simplemente copian de obras anteriores, como Mu'jam al-Buldān de Yaqut al-Hamawi, o bien solo mencionan la ciudad de pasada, como la Historia secreta de los mongoles del siglo XIII.